# Dualchi

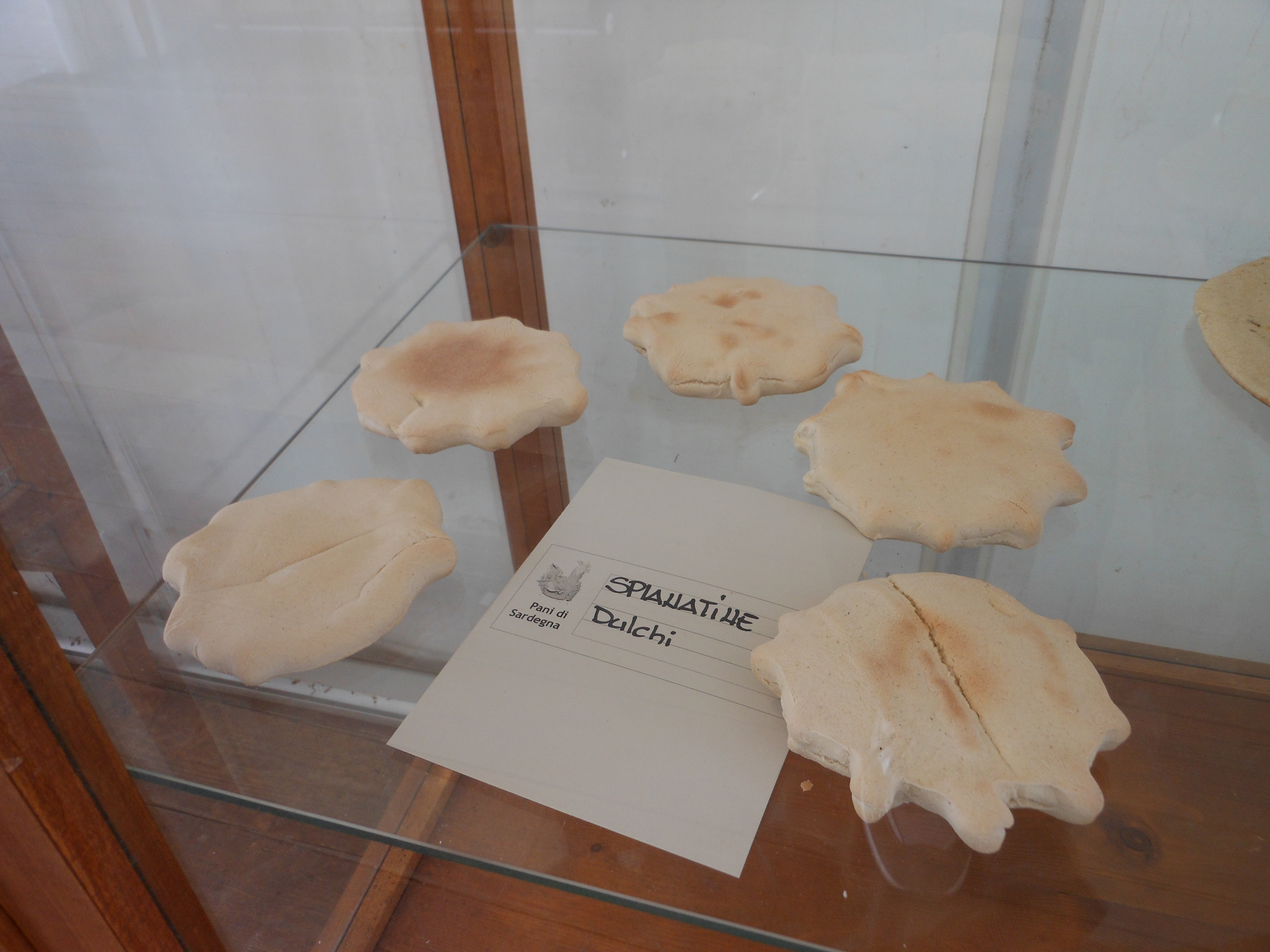
Le spianatine di Dualchi

Dualchi (Duarche in sardo) è un comune italiano di 553 abitanti della provincia di Nuoro nella subregione del Marghine.
Il paese è situato a 321 metri sul livello del mare nella zona settentrionale dell'altopiano di Abbasanta. Fa parte del Gal Marghine.

## Storia
Area abitata già in epoca nuragica, per la presenza nel territorio di alcuni nuraghi, nel Medioevo appartenne al giudicato di Torres e fece parte della curatoria del Marghine. Quando nel XIV secolo la curatoria di Parte Barigadu del giudicato di Arborea assorbì parte della curatoria del Marghine, il paese passò sotto l'influenza dei giudici di Arborea. Alla caduta del giudicato (1429) entrò a far parte del marchesato di Oristano. Nel corso della guerra, combattuta nel 1478, tra Leonardo Alagon marchese di Oristano e il viceré di Aragona, gli abitanti di Dualchi furono fedeli al marchese, combatterono contro gli aragonesi ma furono sconfitti. Il paese passò quindi sotto il dominio aragonese e divenne un feudo. Nel XVIII secolo fu incorporato nel marchesato del Marghine, di cui i titolari erano i Pimentel. Dai Pimentel passò ai Tellez-Giron, ai quali fu riscattato nel 1839 con la soppressione del sistema feudale.

## Monumenti e luoghi d'interesse

### Siti archeologici
Allée couverte Brancatzu
Dolmen Badde Ide
Dolmen Baratta o Biriola
Dolmen Lughe
Dolmen Mazzarighe A
Dolmen Mazzarighe B
Dolmen Paule Rues
Dolmen Sa Fronte Uda
Fonte nuragica Cubas
Muraglia megalitica Su Frenegarzu
Nuraghe Bardalatzu
Nuraghe Barile or Arile
Nuraghe Bilippone
Nuraghe Biriola
Nuraghe Caddaris
Nuraghe Crabas
Nuraghe Cubas
Nuraghe Fogheddu
Nuraghe Giustazzoppu
Nuraghe Inzas
Nuraghe Ono
Nuraghe Piddio or Peddio
Nuraghe Pirizzada
Nuraghe Ponte o Pontes
Nuraghe S'Ulivera
Nuraghe Uana
Recinto nuragico di Pedra Maggiore
Tomba di giganti Cubas I
Tomba di giganti Cubas III e Betili di cubas
Tomba di giganti di Putzu lu
Tomba di giganti di Uana
Tomba di giganti Frenegarzu
Tomba di giganti Pirizzada I e ll
Tombe di giganti Cubas II-III

### Simboli
Lo stemma e il gonfalone del comune di Dualchi sono stati concessi con decreto del presidente della Repubblica del 19 gennaio 1999. Lo stemma si blasona:
Il gonfalone è un drappo troncato di bianco e di azzurro.

## Società

### Evoluzione demografica
Abitanti censiti

### Lingue e dialetti
La variante del sardo parlata a Dualchi è il logudorese centrale o comune.

### Tradizione e folclore
- Festa in onore dei SS. Apostoli Pietro & Paolo

Il 28 e 29 Giugno in occasione dei festeggiamenti, nel percorso campestre chiamato "Iscammeddu" si svolge una corsa a cavallo che viene chiamata "Ardia". Da tradizione la corsa ha inizio il tardo pomeriggio del 28 Giugno per poi ripetersi il 29 mattina. Lo svolgimento prevede la processione religiosa che accompagna il simulacro del Santo alla Chiesa campestre di San Pietro..
In testa alla processione il capo corsa detta: "sa bandela mazzore" porta lo stendardo del Santo.. seguita dalla seconda Bandela che porta lo stendardo di San Paolo...che a loro volta son "protetti" da 3 cavalieri rinominati "scorte" che hanno il compito di evitare che i restanti cacalieri possano superare le 2 Bandele.
• Festa in onore di Sant'Antonio Abate
Il Sabato successivo alla festa del Santo sul calendario (17 Gennaio), i partecipanti alle 8:00 si incontrano presso la Madonnina nella via principale e vanno a fare il taglio della legna attrezzati con motoseghe, camion, trattori e motocarri nelle campagne designate tempo prima dalla forestale, finito il taglio si carica il legname e si rientra in corteo al paese dove viene scaricata la legna in piazza sant'Antonio appunto dove la sera viene acceso il fuco denominato in sardo "Su Fogulone" il quale durante la messa serale viene benedetto, a seguire lo spuntino del pranzo, alle 19:00 i fuochi d'artificio ed alle 21 circa la cena per il paese sempre nella piazza del fuoco, la mattina successiva si procede con la messa e l'invito dei dolci benedetti e del vino, e la distribuzione di essi ai malati e gli anziani del paese.
• Festa in Onore di San Leonardo Patrono
Il 6 Novembre vengono fatti dei giri della chiesa di San Leonardo a cavallo col capocorsa che porta lo stendardo rappresentante appunto san Leonardo.
• Go-Kart 
Nell'esate 2024 si è aggiunto il circuito cittadino di Dualchi al calendario ufficiale delle corse di Go-Kart in Sardegna.
• Sagra del Fico D'India
Essendo presente in abbondanza in tutta la gran parte del territorio comunale di Dualchi, la pro-loco paesana effettua la raccolta e la preparazione dei vari dolci a base di "Sapa", una specialissima marmellata dalla lunga preparazione a base di polpa del foco d'india.
• Novene di San Pietro
Nei primi 9 giorni a partire dalla prima Domenica di Settembre, tutte le sere presso la Chiesa campestre di San Pietro viene recitato il Rosario e subito dopo vengono allestite delle serate musicali, dei giochi e delle proiezioni con il servizio bar. Chi interessato può alloggiare gratuitsmente nelle casette del novenario chiamate "Muristeni" (facendo opportuna richiesta al comune e lasciando una cauzione).
• Motoraduno
Nel mese di Maggio viene svolto un motoraduno con la collaborazione dei paesi limitrofi.
• Torneo di Calcio a 5
Nel mese di Luglio viene svolto un torneo interno del paese con i partecipanti dei vari enti ed attività.
•Carnevale
Il Sabato successivo al Giovedì Grasso viene svolta la sfilata nella via principale del paese con i carri allegorici, l'invito di zeppole e frittelle a cura della pro-loco e la festa serale con i balli organizzati nel centro Polivalente.

## Infrastrutture e trasporti
Campo sportivo da calcio
Campo sportivo da calcetto
Campo sportivo da tennis
Palestra 
Ludoteca
Biblioteca
Comune
Caserma dei Carabinieri
Centro ippico
Centro Polivalente
Giardinetti pubblici
Parco giochi bambini
Belvedere
Piazza Italia
Chiesa Vergine D'Itria
Chiesa Santa Croce
Chiesa campestre di San Pietro
Chiesa San Leonardo (Santo Patrono di Dualchi)
Chiesa San Sebastiano
Chiesa Sant'Antonio Abate
Antico mulino-frantoio I & II

## Amministrazione
| Periodo         | Periodo         | Primo cittadino | Partito                            | Carica  | Note   |
| --------------- | --------------- | --------------- | ---------------------------------- | ------- | ------ |
| 6 giugno 1993   | 27 aprile 1997  | Aldo Porcu      | Democrazia Cristiana               | sindaco | [ 6 ]  |
| 27 aprile 1997  | 13 maggio 2001  | Aldo Porcu      | lista civica                       | sindaco | [ 7 ]  |
| 13 maggio 2001  | 28 maggio 2006  | Ignazio Piras   | liste civiche di centro-sinistra   | sindaco | [ 8 ]  |
| 28 maggio 2006  | 15 maggio 2011  | Ignazio Piras   | lista civica                       | sindaco | [ 9 ]  |
| 15 maggio 2011  | 5 giugno 2016   | Antonio Sedda   | lista civica "Insieme per Dualchi" | sindaco | [ 10 ] |
| 5 giugno 2016   | 11 ottobre 2021 | Ignazio Piras   | lista civica "Insieme per Dualchi" | sindaco | [ 11 ] |
| 11 ottobre 2021 | in carica       | Giovanni Muroni | lista civica "Po Duarche"          | Sindaco | [ 12 ] |